# Club Deportivo Tuilla
El CD Tuilla és un club de futbol asturià, del poble de Tiuya (Llangréu). Va ser fundat el 1952 i juga en la Tercera divisió espanyola. El seu estadi és El Candín amb una capacitat de 2.800 espectadors.

## Uniforme
- Uniforme títular: Samarreta blanc-i-blava arlequinada, pantalons blancs, mitges blaves.
- Uniforme alternatiu: Samarreta arlequinada roig-i-blanca, pantalons vermells, mitges vermelles.

## Estadi
Estadi El Candín. Herba artificial des de 2007.

## Història
Al principi en la seva fundació es va crear una junta pro-camp durant cinc anys, que va impulsar i va fer grans millores en el terreny de joc amb la col·laboració de l'Empresa Duro Felguera. L'11 de juliol s'inscriu en Segona Regional, sent president Arsenio Antuña, acompanyant-li com directius la major part de la junta pro-camp.
La campanya més sonada va ser la de 1954/55, en la qual va quedar campió de segona Regional, marcant en 22 partits 123 gols. Era president del Club Justo Fernández Antuña. En aquest segle xxi s'ha proclamat campió de la Copa Reial Federació Espanyola de Futbol a nivell autonòmic en l'edició 2007/08, arribant a semifinals a nivell estatal.